# Пологи (Архангельская область)
Пологи — деревня в Вилегодском муниципальном округе Архангельской области.

## География
Находится в юго-восточной части Архангельской области на расстоянии приблизительно 6 км на юго-восток по прямой от административного центра района села Ильинско-Подомское на левобережье реки Виледь.

## История
В 1859 году здесь (деревня Сольвычегодского уезда Вологодской губернии) было учтено 5 дворов. До 2020 года входила в состав Павловского сельского поселения до его упразднения.

## Население
Численность населения: 33 человека (1859 год), 14 (русские 100 %) в 2002 году, 0 в 2010.